# Патриаршие палаты и церковь Двенадцати апостолов

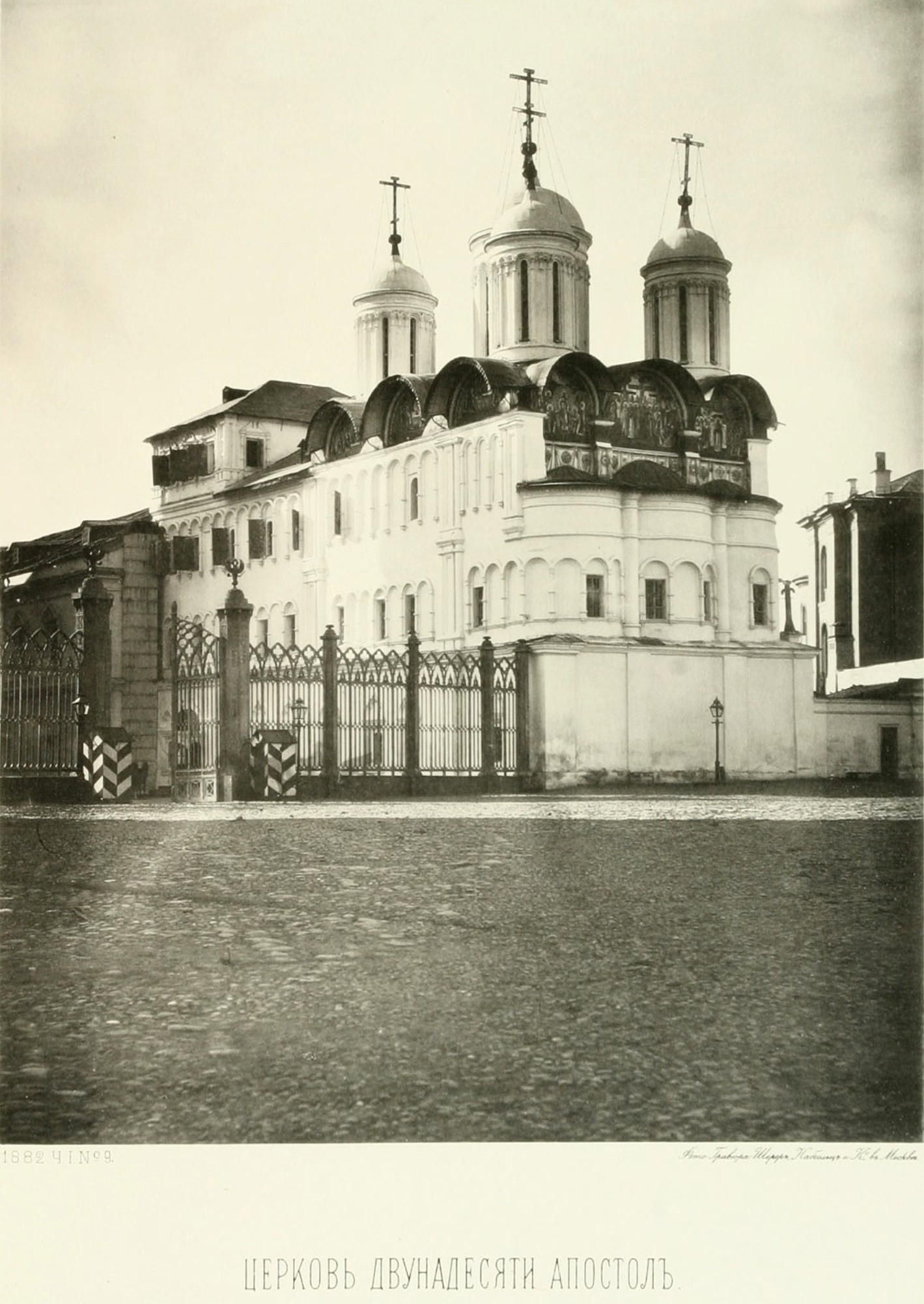
Церковь Двунадесяти Апостолов в 1882 году

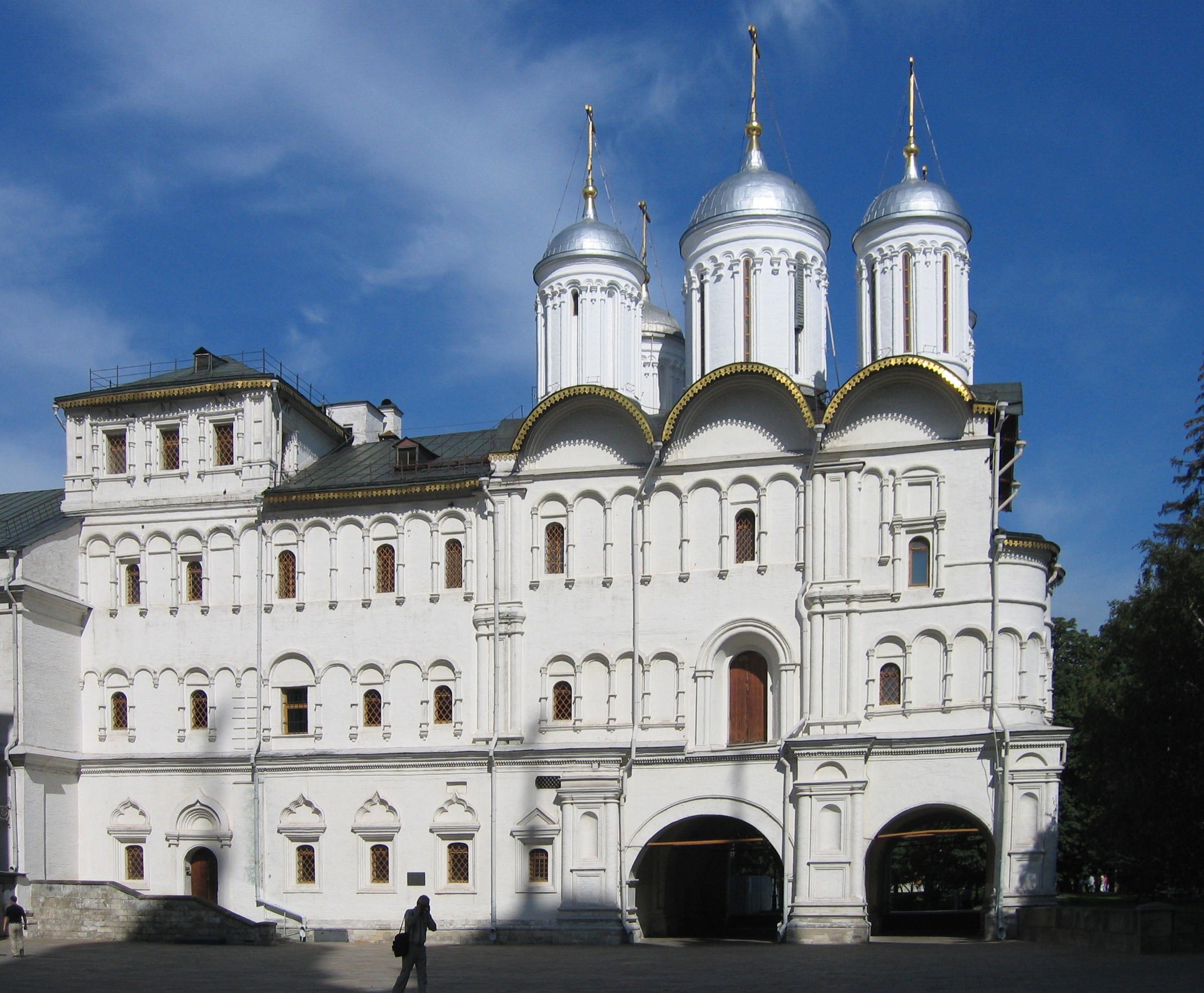
Патриаршие палаты и церковь Двенадцати апостолов, вид с Соборной пл.

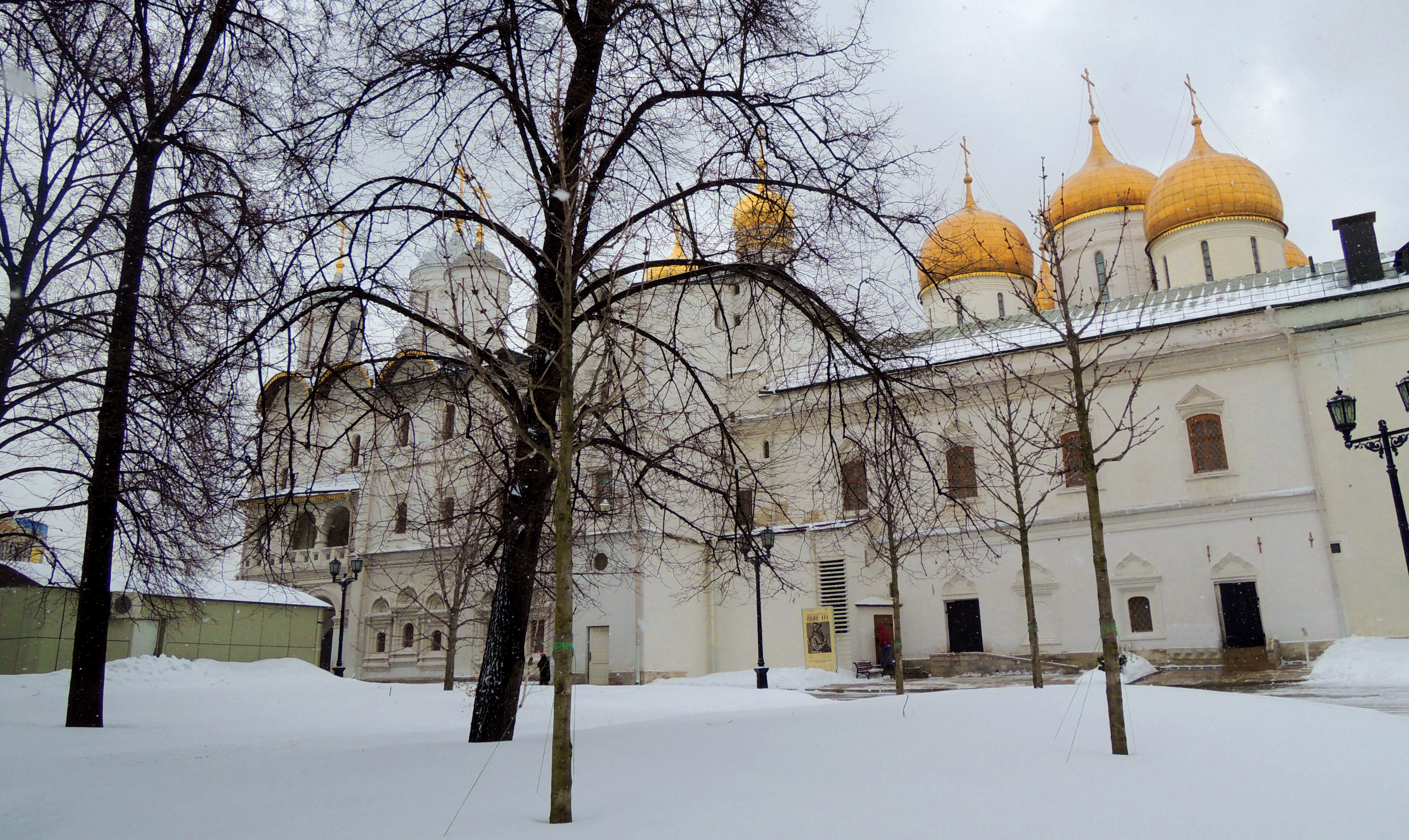
Вид со стороны Троицкой площади

Патриа́ршие пала́ты и це́рковь Двена́дцати апо́столов — комплекс зданий на территории Московского Кремля, расположенный к северу от Успенского собора и колокольни Ивана Великого. Построены в 1635—1656 годах русскими мастерами Антипом Константиновым и Баженом Огурцовым по заказу патриарха Никона. Пятиглавый собор Двенадцати Апостолов был сооружён на месте старого храма и части двора Бориса Годунова.

## История

### До упразднения патриаршества
Московские митрополиты, а затем патриархи жили на территории к северу от Успенского собора, начиная с первого поселившегося в Москве митрополита Петра (начало XIV века). За свою долгую историю здания митрополичьего, а затем патриаршего двора претерпели много изменений: здания перестраивались, разрушались и возводились вновь.
Первая каменная палата на территории усадьбы была построена в 1450 году, при митрополите Ионе, тогда же рядом воздвигли церковь Ризоположения, ставшую домовым храмом московских митрополитов. После московского пожара 1473 года двор выгорел, и в 1484—1485 годах (уже при митрополите Геронтии) церковь и палаты были отстроены заново. Впрочем, после пожара 1493 подворье опять пришлось восстанавливать.
В 1566—1568 годах с восточной стороны к хоромам пристроили церковь Соловецких чудотворцев, в подклете которой был устроен парадный проезд во двор усадьбы.
С учреждением в 1589 году Московского патриархата митрополичий двор становится патриаршим. При первом московском патриархе Иове в 1597 году комплекс был обновлён: палаты основательно перестроили, сохранив при этом традиционную для Руси композицию жилья (два «жилья» по сторонам сеней). Тогда же с северной части двора была возведена ещё одна церковь — Трёх Святителей московских Петра, Алексия и Ионы. С палатами она была соединена переходом с проездом в подклетной части. Таким образом, в состав подворья входили три домовые церкви (вместе с церквями Ризоположения и Соловецких чудотворцев).
В Смутное время Патриарший двор был разорён, а затем сгорел во время московского пожара 1626 года. Уже к концу 1626 года на средства патриарха Филарета двор был восстановлен в прежних формах. В 1643—1646 годах (при патриархе Иосифе) палаты были капитально перестроены под наблюдением строителя Теремного дворца Антипа Константинова; строительство осуществлял сначала подмастерье Давыд Охлебинин, затем — ярославский мастер Тарас Тимофеев «со товарищи». 
В 1652—1656 годах при Никоне старые постройки, и в том числе церковь Соловецких чудотворцев, были разобраны, и на их месте сооружены новые трёхэтажные палаты и домовая церковь, которую в 1656 году освятили во имя апостола Филиппа и митрополита Филиппа. Кровли и кресты храма были покрыты медными листами и вызолочены (золочёные луковичные главы сохранялись до середины XIX века). Была перестроена Крестовая палата, её площадь достигла 280 м².
По размерам и роскоши убранства Патриаршие палаты не уступали царскому Теремному дворцу. Здесь располагалась богатейшая патриаршая ризница. Интерьер Крестовой палаты поражал современников. При своей внушительной площади она не имела центральной опоры (помещение было перекрыто сомкнутым сводом на распалубках), что было новацией в зодчестве. Вскоре, во время суда над Никоном, Патриаршие палаты были приведены как пример его гордыни.
Палаты перестраивались и после Никона. Так, к 1673 году одна из проездных арок под церковью апостола Филиппа была заложена, а в 1680—1681 годах (при патриархе Иоакиме) она была перестроена и освящена в честь Двенадцати апостолов. Здесь патриархи совершали службы, кроме великих праздников, когда богослужения проходили в Успенском соборе. В 1691 году (при патриархе Адриане) над палатами был надстроен новый этаж, от которого до нашего времени сохранилась так называемая Петровская палатка (по легенде, в 1682 г. в ней пряталась от взбунтовавшихся стрельцов царица Наталья Кирилловна с малолетним Петром, но это анахронизм)

### Синодальный период
После упразднения патриаршества с 1721 года в палатах расположилась Московская Синодальная контора. Под руководством архитектора Ивана Зарудного церковь Двенадцати апостолов была разделена на два этажа, и на верхнем разместили патриаршую библиотеку.
В 1722—1724 годах окна Крестовой палаты были переделаны. В 1748 году её осматривал архитектор Дмитрий Ухтомский, засвидетельствовавший наличие трещин по стенам и сводам. По его предложению они были пробраны и залиты щебнем и алебастром. Тогда же была сделана новая живописная печь.
В 1760-х годах обрушилась церковь Трёх Святителей, на паперти которой издревле совершался чин мироварения. Печь для приготовления мира  перенесли в Крестовую палату (которая была переименована в Мироваренную), где церемония совершалась вплоть до 1917 года.
В начале 1780-х годов в сводах Мироваренной палаты были обнаружены новые трещины, образовавшиеся от верхних палаток. В 1782 году палатки были разобраны, а трещины кровли и другие повреждения исправлены архитектором Иваном Яковлевым.
В 1790 году предполагалось разобрать и возвести вновь старый свод над Мироваренной палатой, обе наружные стены по нижний этаж и пустоты для лестниц в углах нижнего этажа. Работы были выполнены к 1794 году. При этом сохранились размеры палаты и количество окон. Считается, что свод также сохранил свою форму.

### Советское время
Во время боёв в ноябре 1917 года церковь Двенадцати апостолов и стена Трапезной палаты пострадали от артобстрела. В 1918 году здание было национализировано, затем Патриаршие палаты были переданы музею. В годы советской власти проводились ремонтно-реставрационные работы, в 1929 году в храм был перенесён иконостас XVII века из разрушенного собора Вознесенского монастыря. В ходе реставрации были открыты два проезда, расположенных под церковью. Долгое время в здании располагались различные службы Кремля.
Как музей Патриаршие палаты впервые были открыты в 1961 году. Первая постоянная экспозиция открылась в 1967 году, современная экспозиция действует с мая 1987 года.

### Современность
В начале 1990-х собор был передан РПЦ. Раз в год на престольный праздник стали проводить богослужения, в остальное время в храме работает музей.

## Архитектурные особенности

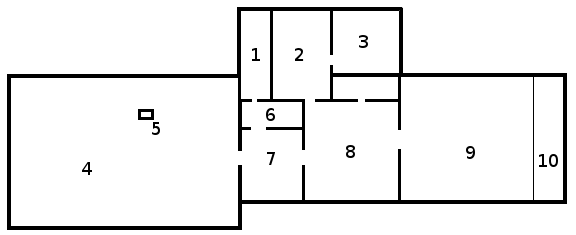
Упрощённая схема второго этажа:
1 — Лестница, вход;
2 — Приказные палаты (жилая комната);
3 — Приказные палаты (кабинет);
4 — Крестовая (Мироваренная) палата;
5 — Печь для приготовления мира;
6 — Малые сени;
7 — Парадные сени;
8 — Трапезная;
9 — Церковь Собора Двенадцати апостолов;
10 — Иконостас

В настоящее время Патриаршие палаты представляют собой двух-трёхэтажное здание (в одном месте сохранился остаток четвёртого этажа — Петровская палатка), парадным фасадом выходящее на юг, на Соборную площадь. В состав здания включена пятиглавая церковь Двенадцати апостолов с двусветными окнами. Под церковью — две проездные арки. К северному фасаду пристроена галерея на столбах.
На первом этаже здания располагались хозяйственные службы и патриаршие приказы, на втором — палаты: парадная Крестовая, Столовая, приказные, парадные сени, трапезная, церковь Двенадцати апостолов. На третьем этаже располагались личные покои патриарха и домовая церковь апостола Филиппа.
К архитектурному декору здания относятся пилястры у проездных арок, килевидные фронтоны окон первого этажа, аркатурный пояс второго и третьего этажа. Второй этаж отделён от первого сильно выступающим карнизом, что характерно для московской архитектуры XVII века. Белокаменный портал церкви на уровне второго этажа свидетельствует о существовавшей когда-то обходной галерее вокруг здания. Украшения здания часто повторяют детали оформления соседних строений Соборной площади.
На восточную сторону выходят апсиды церкви.
Северный фасад (выходивший на двор палат) оформлен скромнее. Арочная галерея украшена узорчатыми изразцами.

## Внутреннее убранство / интерьер
В настоящее время в помещениях палат располагается музей прикладного искусства и быта России XVII века. Помимо экспонатов, включённых в экспозицию музея, в палатах и церкви сохранились элементы первоначального убранства. В церкви сохранились фрагменты настенной росписи XVII века в барабанах, но иконостас (также XVII века) — не оригинальный (перенесён из Вознесенского монастыря). В Крестовой (Мироваренной) палате на своём месте находятся мраморная печь для мира с резной золочёной сенью XIX века и изготовленная по заказу Екатерины II двухсоткилограммовая серебряная кадь для мира.

### Экспозиция музея
В экспозиции музея представлены художественные изделия, подлинные культовые и бытовые предметы — личные вещи патриархов и членов царской семьи, образцы шитья, книги, иконы, посуда, ювелирные изделия, часы. Изделия выполнены как русскими, так и зарубежными мастерами (немецкими, турецкими и др.).
Среди наиболее примечательных экспонатов (помимо упомянутых печи для мироварения, кади для мира, иконостаса) — алавастр, золотое кадило (вклад царя Фёдора Алексеевича), потешный кубок в виде коронованной персоны, подвесная пелена с изображением митрополита Ионы, часы патриарха Филарета, нефритовая чаша (подарок царю Михаилу Фёдоровичу), позолоченный серебряный кубок из Нюрнберга, богато украшенное Евангелие, конный портрет царя Алексея Михайловича, иконы Андрея Первозванного и Феодора Стратилата.
Экспонаты сгруппированы по тематике.
- В Крестовой палате выставлены образцы традиционной посуды — блюда, стопы, стаканы, чарки, братины, посольские дары, одежда патриархов, богослужебная утварь, ювелирные изделия, часы.
- В Трапезной представлено художественное шитьё.
- В церкви Собора Двенадцати Апостолов расположена экспозиция икон.
- В Приказных палатах представлен интерьер жилых покоев XVII века богатого русского дома — изразцовая печь, мебель (сундуки, стол, шкафы); во второй комнате палат воспроизведён интерьер кабинета с книгами, шахматами, глобусом, принадлежностями для письма.

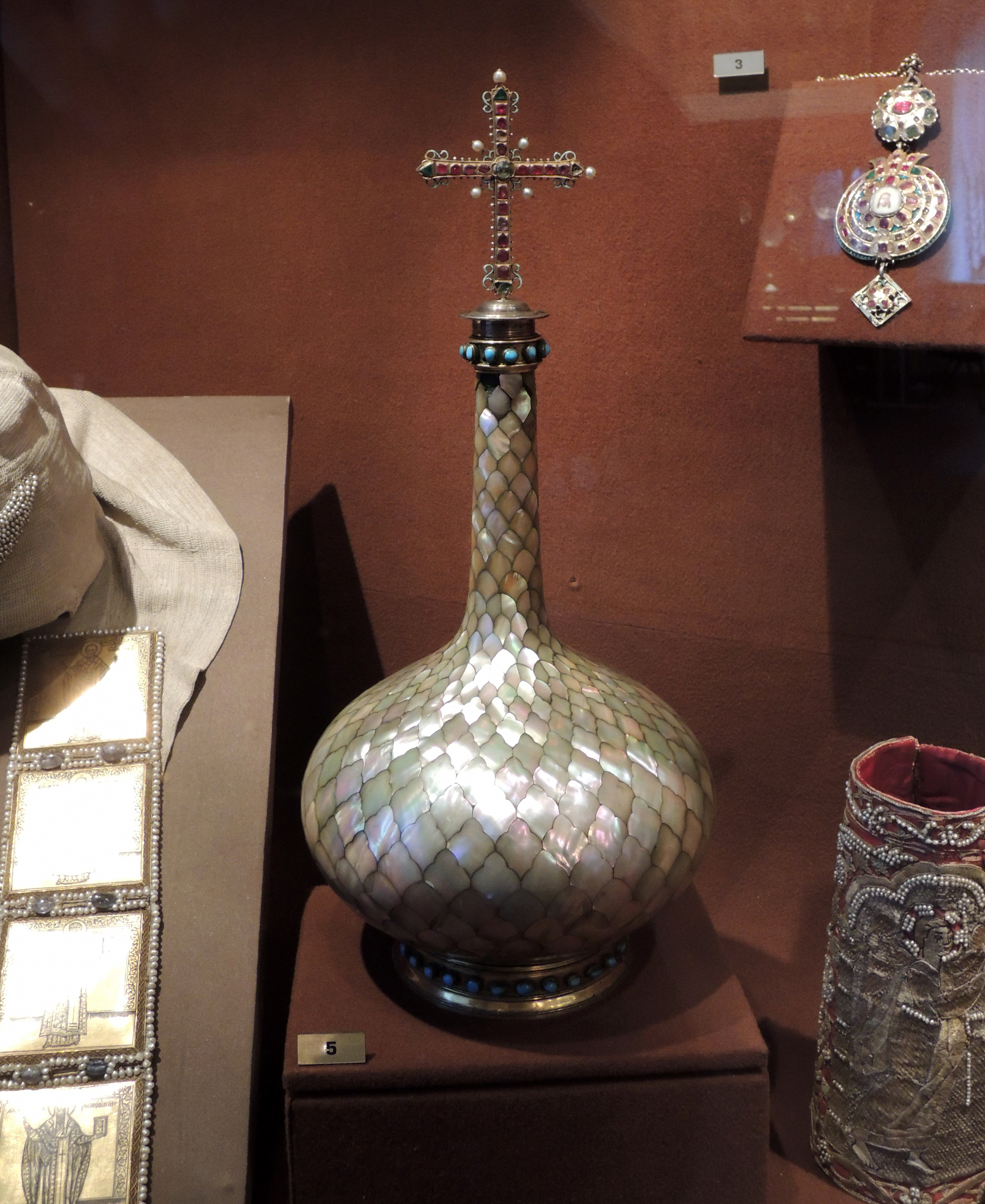
Алавастр
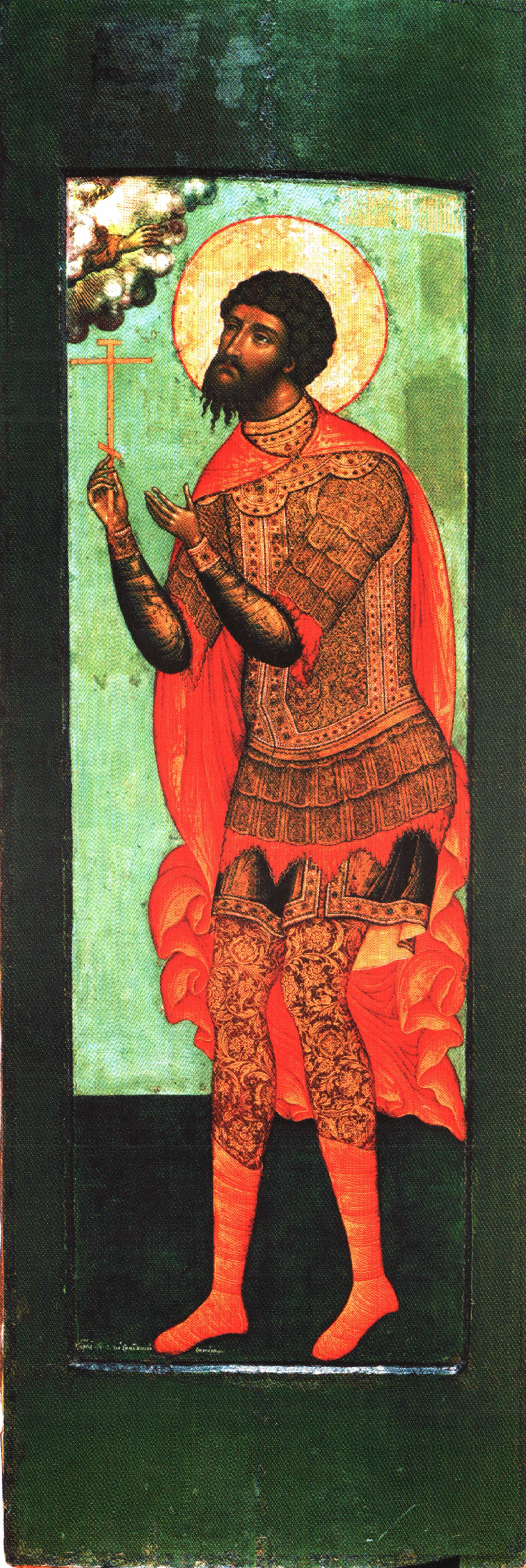
Феодор Стратилат в молении (Симон Ушаков, 1676 год). Патрональная икона царя Фёдора Алексеевича
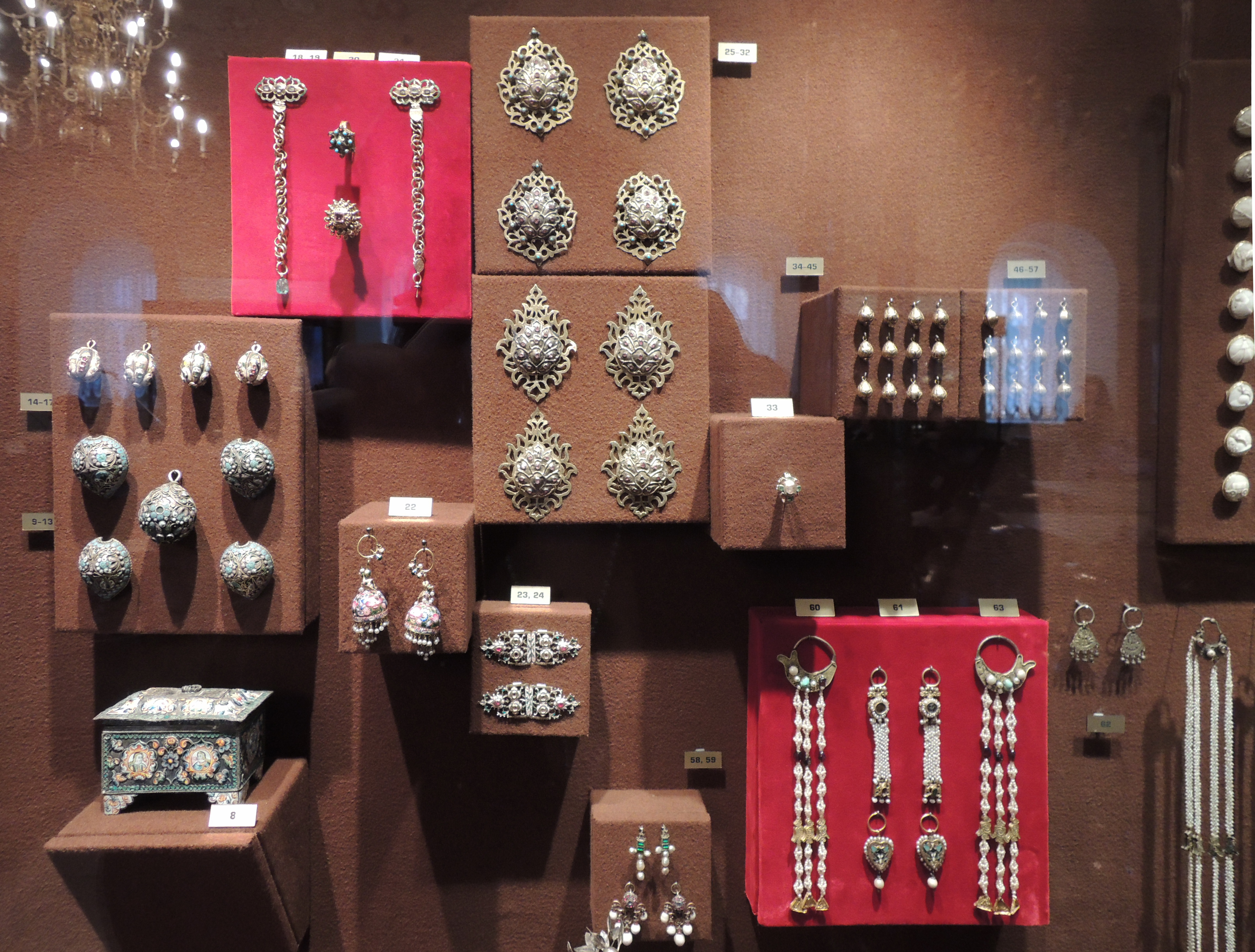
Экспозиция ювелирных украшений - пуговиц, запонов и т.п.
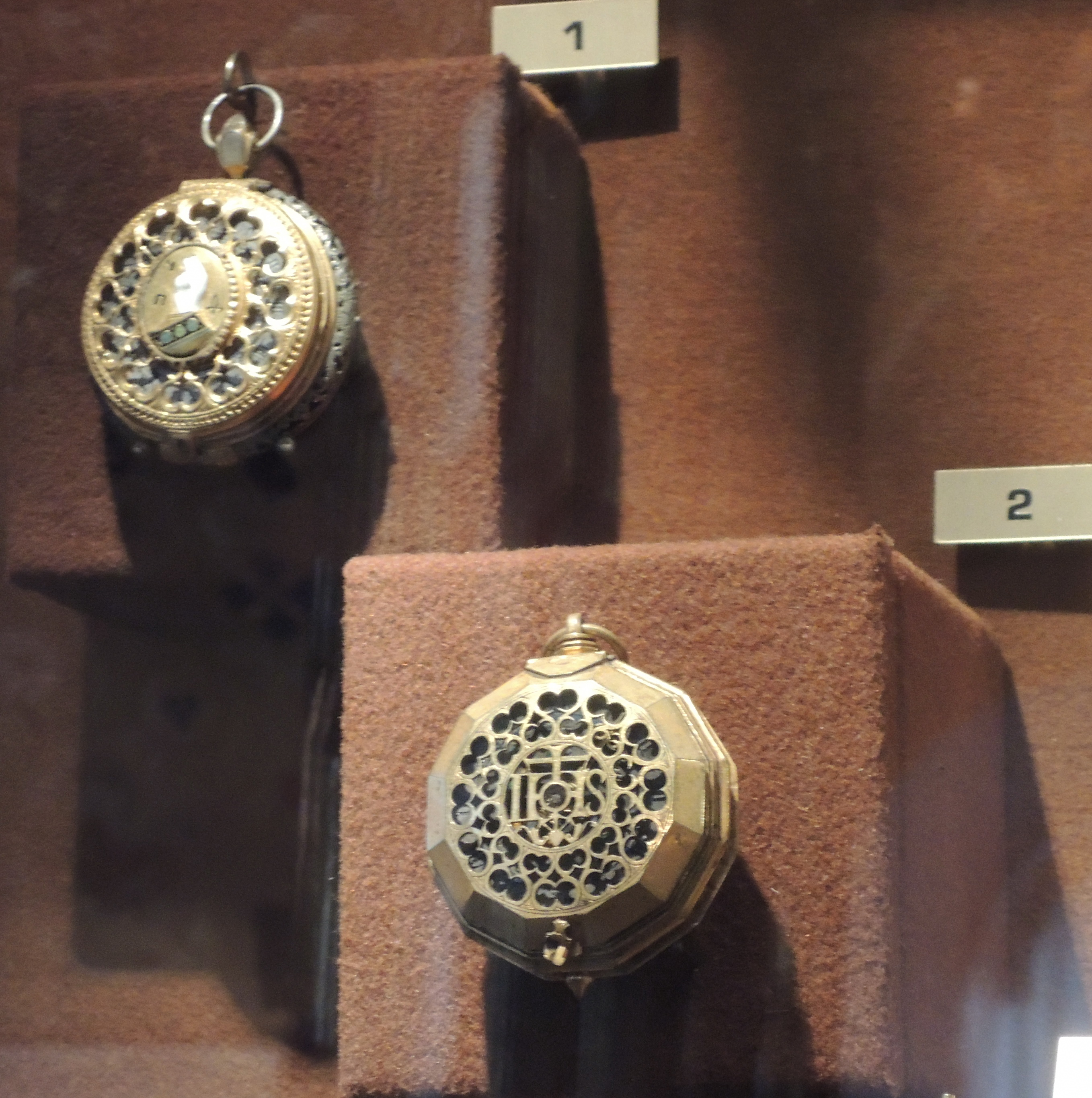
Часы XVII века